# Nycteola columbiana
Nycteola columbiana är en fjärilsart som beskrevs av H. Edwards 1874. Nycteola columbiana ingår i släktet Nycteola och familjen trågspinnare. Inga underarter finns listade i Catalogue of Life.